# ŽNL Ličko-senjska 2024./25.
Ovaj članak je podtema članka: 6. rang HNL-a 2024./25.

ŽNL Ličko-senjska u sezoni 2024./25. je predstavljala jedinu županijsku ligu u Ličko-senjskoj županiji, te ligu šestog stupnja hrvatskog nogometnog prvenstva. 
 
U ligi sudjeluje 7 klubova. 
 
Prvak je postao klub "Bunjevac Gavran" iz Krivog Puta. 

## Sustav natjecanja
7 klubova igra trokružnim liga-sustavom (21 kolo, 18 utakmica po klubu). 

## Sudionici
- Bunjevac Gavran – Krivi Put, Senj
- Croatia 92 – Lički Osik, Gospić
- Lika 95 – Korenica, Plitvička Jezera
- Perušić – Perušić
- Plitvice – Mukinje - Plitvička Jezera, Plitvička Jezera
- Sokolac – Brinje
- Velebit – Žabica, Gospić

## Ljestvica
| mj. | klub                                | ut. | pob. | ner. | por. | gol+ | gol- | bod |
| --- | ----------------------------------- | --- | ---- | ---- | ---- | ---- | ---- | --- |
| 1.  | Bunjevac Gavran Krivi Put           | 18  | 13   | 2    | 3    | 79   | 28   | 41  |
| 2.  | Plitvice Mukinje (Plitvička Jezera) | 18  | 9    | 5    | 4    | 45   | 33   | 32  |
| 3.  | Lika 95 Korenica                    | 18  | 10   | 1    | 7    | 49   | 40   | 31  |
| 4.  | Velebit Žabica                      | 18  | 6    | 6    | 6    | 29   | 27   | 24  |
| 5.  | Croatia 92 Lički Osik               | 18  | 7    | 3    | 8    | 27   | 40   | 24  |
| 6.  | Perušić                             | 18  | 7    | 2    | 9    | 37   | 40   | 23  |
| 7.  | Sokolac Brinje                      | 18  | 0    | 3    | 15   | 13   | 71   | 3   |

## Rezultatska križaljka
| kratica | klub                                | BUNJ     | CRO           | LIKA     | PER      | PLI      | SOK           | VEL      |
| --- | ----------------------------------- | -------- | ------------- | -------- | -------- | -------- | ------------- | -------- |
| BUNJ | Bunjevac Gavran Krivi Put           |          | 9:1           | 5:3, 5:1 | 4:2, 6:1 | 9:2, 7:0 | 3:0           | 4:1      |
| CRO | Croatia 92 Lički Osik               | 0:0, 0:4 |               | 2:1      | 1:0      | 3:2      | 3:0, 5:1      | 3:0, 0:4 |
| LIKA | Lika 95 Korenica                    | 5:2      | 4:1, 2:0      |          | 4:2      | 0:0      | 5:2, 3:0 p.f. | 3:1, 6:2 |
| PER | Perušić                             | 1:2      | 0:4, 6:1      | 0:1, 5:1 |          | 1:0      | 4:0           | 3:0, 1:0 |
| PLI | Plitvice Mukinje (Plitvička Jezera) | 3:3      | 2:1, 3:0 p.f. | 4:2, 2:0 | 7:1, 7:3 |          | 2:0           | 0:0      |
| SOK | Sokolac Brinje                      | 0:5, 2:9 | 1:1           | 2:8      | 1:1, 1:6 | 1:5,0:4  |               | 1:1      |
| VEL | Velebit Žabica                      | 1:0, 5:2 | 1:1           | 5:0      | 0:0      | 1:1, 1:1 | 3:1, 3:0 p.f. |          |
| |                                     |          |               |          |          |          |               |          |
| podebljan rezultat - utakmice od 1. do 7., te od 15. do 21. kola (1. i 3. utakmica između klubova) rezultat normalne debljine - utakmice od 8. do 14. kola (2. utakmica između klubova) rezultat nakošen - nije vidljiv redoslijed odigravanja međusobnih utakmica iz dostupnih izvora rezultat nakošen i smanjen * - iz dostupnih izvora nije uočljiv domaćin susreta prekrižen rezultat - poništena ili brisana utakmica p - utakmica prekinuta 3:0 p.f. / 0:3 p.f. - rezultat 3:0 bez borbe |                                     |          |               |          |          |          |               |          |

 Izvori: 

## Najbolji strijelci
Izvori: 

Strijelci 10 i više golova u ligi. 
25 golova
- Krešimir Glavičić (Bunjevac Gavran)

15 golova
- Mihael Eldić (Lika 95)
- Luka Kolak (Perušić)

 Ažurirano: 13. lipnja 2025. 

## Vanjske poveznice
- nogometnisavezlsz.hr, Nogometni savez Ličko-senjske županije
- semafor.hns.family